# Cardioglossa melanogaster
Cardioglossa melanogaster là một loài ếch thuộc họ Arthroleptidae.
Loài này có ở Cameroon và Nigeria.
Môi trường sống tự nhiên của chúng là vùng núi ẩm nhiệt đới hoặc cận nhiệt đới, sông ngòi, và rừng trước đây suy thoái nghiêm trọng.
Chúng hiện đang bị đe dọa vì mất nơi sống.
Đây là một loài đẻ trứng dưới nước.